# Hesselmark
Hesselmark är en svensk släkt som härstammar från Hassle socken, Västra Götalands län. Medlemmar av släkten har i flera generationer varit godsägare på Levene gård, som de fortfarande äger idag (2024). 2024 så var det 34 personer som bar namnet Hesselmark.

## Bakgrund
Släkten härstammar från godsägaren August Johansson (1849-1888) som köpte godset Hassle-Säby 1881 tillsammans med Carl Söderberg och Johan Engström. August kom att köpa ut hela godset från medägarna strax därefter men dog redan 1888, varvid godset tillföll hans arvingar som sålde av gården 1907.
En av Augusts söner var agronomen Johan Leonard Johansson (1878-1941) som då jobbade som bokhållare på Stora Sundby. Han var mellan 1908 och 1919 kronoarrendator på Smedtofta Gård och från 1910 till 1916 ägare av Moholms herrgård. 1916 så köpte han Levene Gård och blev därmed godsägare på densamma. Han var gift med Maja Hilma Maria Cecilia, f. Fornander (1875-1939), som tillhörde en gammal prästsläkt. Deras barn antog namnet Hesselmark 1926, troligtvis efter faderns födelseort Hassle socken.

## Släktträd (urval)
August Johansson (1849-1888), godsägare på Hassle-Säby. Son:
Johan Leonard Johansson (1878-1941), agronom och godsägare på Levene Gård. Gift med Maja Hilma Maria Cecilia Fornander (1875-1939). Barn:
- Cajsa Karin Hesselmark (1906-1995). Gift med Ejnar Samuel Agell (1892-1965), inspektor på Thamstorp i Västergötland.
- Birgit Hesselmark (1908-1997). Gift med Folke Magnus Agell (1899-1987), sjukgymnast (bror till ovan nämnde Ejnar).
- Nils Hesselmark (1909-1998), handelsman. Gift med Margit Eva Anna Margareta Nilsson (1909-1989). Barn:
  - 3 barn med namnet Hesselmark.
- Ida "Pia" Hesselmark (1910-2014), konstnärinna. Gift med Claes-Erik "Classe" Harald Campbell (1910-1987), konstnär.
- Bengt Hesselmark (1912-1995), godsägare på Levene Gård. Gift med Elsa Nanna Margareta Ekberg (1921-2002). Barn:
  - 2 söner med namnet Hesselmark.
  - Maria Hesselmark (1948-1955)
- Elin Hesselmark (1917-1975). Gift Fredriksen.